# Due cuori fra le belve
(Totò)
Due cuori fra le belve è un film del 1943, diretto da Giorgio Simonelli e interpretato da Totò.
Il film è il quinto interpretato dal comico napoletano (se si esclude il suo intervento nel doppiaggio del film Arcobaleno, uscito nello stesso anno) e oggi, in seguito ad una riedizione, è meglio conosciuto con il titolo Totò nella fossa dei leoni.

## Trama
L'esploratore Smith parte insieme a Laura, bella fanciulla ma ingenua, alla ricerca del professor Berti, misteriosamente scomparso in Africa nel pieno di una delle sue ricerche.
In realtà la spedizione è un pretesto per appropriarsi dei soldi di Laura, frutto delle incredibili scoperte del professore, nonché suo padre, sulla catena evolutiva dell'uomo lasciatele in eredità.
Insieme agli esploratori s'imbarca Totò, un maestro di danza, che è perdutamente innamorato di Laura.
Dopo essere stato scoperto e messo in cella, Totò riesce a cavarsela proponendosi come guardia del corpo della ragazza durante il percorso nella giungla.
Riusciranno a trovare il professore, completamente rincitrullito, il quale all'inizio non riconosce la figlia, ma che poi riabbraccerà (solo alla fine del film) grazie ad una botta in testa.
Nel frattempo Totò viene catturato da un gruppo d'indigeni e offerto in sacrificio, ma all'ultimo momento la regina fa interrompere il rituale, perché s'innamora dello sconosciuto.
Dopo mille peripezie Totò riesce a fuggire e ritrova i suoi compagni, ma lo aspetta una brutta sorpresa.
Dopo aver vissuto momenti di tensione, il bene trionferà dato che Berti scopre che Totò è "l'anello mancante" della catena evolutiva dell'uomo.
Finalmente Totò potrà starsene in pace con la sua amata.